# Belléros
Belléros est, dans la mythologie grecque, un tyran corinthien. Il intervient dans le mythe de Bellérophon.

## Mythe
Belléros est un noble corinthien tué accidentellement d'une flèche dans le dos par le jeune Hipponoos, alors que celui-ci visait un cerf. Hipponoos prend alors le nom de Bellérophontès (le tueur de Belléros), abrégé en Bellérophon. C'est pour ce crime que Bellérophon doit aller à Tyrinthe pour être purifié par le roi Proétos,.

### Variante concernant la victime
Selon certains, Bellérophon tue non pas Belléros, mais son propre frère Déliadès. Pour d'autres, il tue l'un puis l'autre. 

### Variante concernant l'accident
Certaines sources rapporte plutôt que Belléros (ou Déliadès) aurait été tué lors d'un lancer de disque.

## Autres noms
Belléros est parfois appelé Alciménès ou Pyrèn (ce dernier nom en rapport avec la source de Pyrénè, où, selon la légende, venait se désaltérer le cheval Pégase).